# التعلم الآلي في الفيزياء
يُعد استخدام التعلم الآلي في الفيزياء ولاسيما في مجال دراسة الأنظمة الكمومية مجالًا واعدًا في علم الفيزياء. ومن بين أشهر الأمثلة على استخدام نماذج الذكاء الاصطناعي والتعلم الآلي والتعلم العميق في أبحاث الفيزياء التصوير المقطعي للحالة الكمومية، حيث يُمكن للتعلم الآلي معرفة الحالة الكمومية من خلال القياس. ومن الأمثلة الأخرى تعلم الهاميلتونيات، وتعلم تحولات الطور الكمومي، وتوليد تجارب كمومية جديدة تلقائيًا. يُعد التعلم الآلي فعالًا في معالجة كميات هائلة من البيانات التجريبية أو المحسوبة لتوصيف نظام كمومي غير معروف، مما يجعل تطبيقه مفيدًا في سياقات تشمل نظرية المعلومات الكمومية، وتطوير التقنيات الكمومية، وتصميم المواد الحاسوبية. يمكن استخدام التعلم الآلي في هذا السياق، على سبيل المثال، كأداة لاستيفاء الجهود بين الذرات المحسوبة مسبقًا، أو في حل معادلة شرودنغر مباشرةً بطريقة متغيرة.

## تطبيقات التعلم الآلي في الفيزياء

### التعامل مع البيانات المشوشة
إن القدرة على التحكم التجريبي وإعداد أنظمة كمومية متزايدة التعقيد تُبرز حاجةً متزايدة لتحويل مجموعات البيانات الضخمة والمشوشة إلى معلومات ذات معنى. حظيت هذه المسألة بالدراسة على نطاق واسع في السياق الكلاسيكي، وبالتالي، يُمكن تكييف العديد من تقنيات التعلم الآلي الحالية بشكل طبيعي لمعالجة المشكلات ذات الصلة بالتجربة بكفاءة أكبر. فعلى سبيل المثال، يُمكن تطبيق الأساليب البايزية ومفاهيم التعلم الخوارزمي بشكل مثمر لمعالجة تصنيف الحالة الكمومية، والتعلم الهاميلتوني، وتوصيف تحويل وحدوي مجهول. وتتضمن القائمة التالية مشكلات أخرى عولجت باستخدام هذا النهج:
- تحديد نموذج دقيق لديناميكيات نظام كمي، من خلال إعادة بناء هاملتوني.[16][17][18]
- استخراج معلومات عن حالات مجهولة.[19][20][21][12][22][1]
- تعلم تحويلات وقياسات وحدوية مجهولة.[14][15]
- هندسة بوابات كمومية من شبكات كيوبت ذات تفاعلات زوجية، باستخدام هاملتوني معتمد على الزمن،[23] أو هاملتوني مستقل.[24]
- تحسين دقة استخراج الملاحظات الفيزيائية من صور امتصاص الذرات فائقة البرودة (غاز فيرمي المتحلل)، من خلال توليد إطار مرجعي مثالي.[25]

### التعامل مع بيانات محسوبة وخالية من التشويش
يمكن أيضًا تطبيق التعلم الآلي الكمي لتسريع التنبؤ بالخصائص الكمومية للجزيئات والمواد بشكل كبير، ويُمكن أن يكون ذلك مفيدًا للتصميم الحسابي للجزيئات أو المواد الجديدة. وتتضمن بعض أمثلة ذلك ما يلي:
- استيفاء الجهود بين الذرات.[27]
- استنتاج طاقات الذرات الجزيئية في فضاء المركب الكيميائي.[28]
- التوصل إلى أسطح طاقة كامنة دقيقة باستخدام آلات بولتزمان المقيدة.[29]
- التوليد التلقائي لتجارب كمية جديدة.[6][7]
- حل معادلة شرودنغر متعددة الأجسام سواء الساكنة، أو المعتمدة على الزمن.[11]
- تحديد تحولات الطور من أطياف التشابك.[30]
- توليد مخططات ردود فعل تكيفية لعلم القياس الكمي والتصوير المقطعي الكمي.[31][32]

### الدوائر المتغيرة
الدوائر المتغيرة هي مجموعة من الخوارزميات التي تستخدم التدريب القائم على معلمات الدائرة ودالة الهدف. تتكون الدوائر المتغيرة عمومًا من جهاز تقليدي يوصل معلمات الإدخال (معلمات عشوائية أو مدربة مسبقًا) إلى جهاز كمومي، إلى جانب دالة استمثال رياضية كلاسيكية. تعتمد هذه الدوائر اعتمادًا كبيرًا على بنية الجهاز الكمومي المقترح، إذ تُضبط تعديلات المعاملات وفقًا للمكونات التقليدية للجهاز فقط. وعلى الرغم من أن هذا التطبيق لا يزال في بداياته في مجال التعلم الآلي الكمومي، إلا أنه يحمل إمكانات واعدة للغاية لتوليد دوال تحسين فعّالة بكفاءة أعلى.

### مشكلة الإشارة
يمكن استخدام تقنيات التعلم الآلي لإيجاد تكامل متعدد أفضل لتكاملات المسارات، وذلك لتجنب مشكلة الإشارة.

### ديناميكا الموائع
استُخدمت الشبكات العصبية المستنيرة بالفيزياء لحل المعادلات التفاضلية الجزئية في كل من المسائل الأمامية والعكسية بطريقة تعتمد على البيانات. ومن الأمثلة على ذلك إعادة بناء تدفق الموائع باستخدام معادلات نافييه-ستوكس. لا يتطلب استخدام الشبكات العصبية المستنيرة بالفيزياء إنشاء الشبكات، وهو أمر مكلف في كثير من الأحيان، والذي تعتمد عليه طرق ديناميكا الموائع الحسابية التقليدية.

### الاكتشاف والتنبؤ الفيزيائي

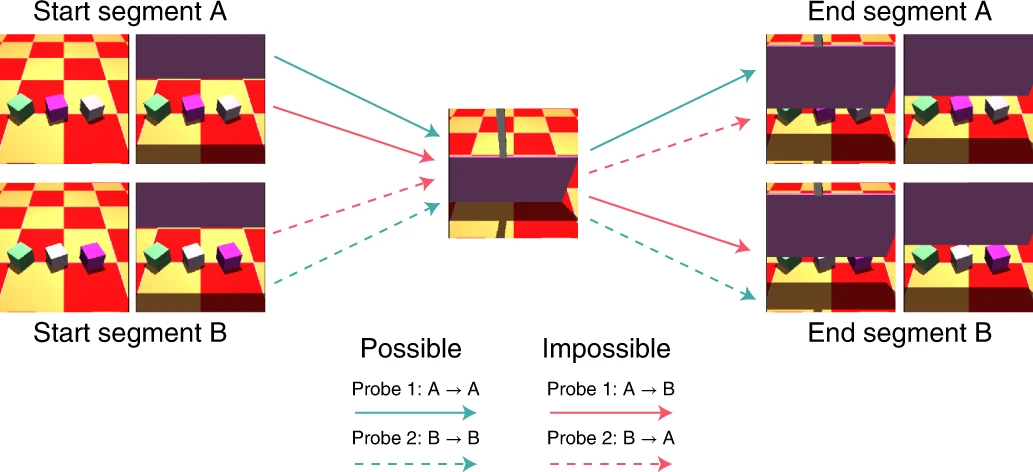
رسم توضيحي لكيفية تعلم الذكاء الاصطناعي للمفهوم الفيزيائي الأساسي المتمثل في عدم القدرة على التغيير

استُخدم نظام تعلم عميق يتعلم الفيزياء البديهية من البيانات المرئية (لبيئات افتراضية ثلاثية الأبعاد) بناءًا على نهج غير قابل لإعادة الإنتاج مستوحى من دراسات الإدراك البصري لدى الرضع. وقد طور باحثون آخرون خوارزمية تعلم آلي يمكنها اكتشاف مجموعات من المتغيرات الأساسية لمختلف الأنظمة الفيزيائية والتنبؤ بديناميكيات الأنظمة المستقبلية من خلال تسجيلات الفيديو لسلوكها. في المستقبل، قد يكون من الممكن استخدام ذلك لأتمتة اكتشاف القوانين الفيزيائية للأنظمة المعقدة. وبالإضافة إلى الاكتشاف والتنبؤ، قد يكون لتعلم اللوحة الفارغة للجوانب الأساسية للعالم المادي تطبيقات أخرى مثل تحسين الذكاء الاصطناعي العام التكيفي والواسع. وبشكل أكثر تحديدًا، فقد كانت نماذج التعلم الآلي السابقة متخصصة للغاية وتفتقر إلى فهم عام للعالم.